# Joachim Algisi
Pas d'image ? Cliquez ici

a Compétitions nationales et continentales officielles uniquement.

Dernière mise à jour le 3 septembre 2015.
Joachim Algisi, né le 27 mai 1986, est un joueur de rugby à XV français qui évolue au poste de talonneur.

## Biographie
- 2006-2014 : RC Narbonne
- 2014-2015 : RC Massy